# Abazinština
Abazinština je severovýchodokavkazský jazyk. Mluví jím Abázové. V Rusku žije téměř 38 000 mluvčích, nejvíce v republice Karačajevsku-Čerkesku, kde jde o jeden z úředních jazyků. V Turecku žije asi 10 000 mluvčích. Je příbuzná s abcházštinou.